# Amalgamated Copper
Amalgamated Copper — американская компания, созданная в 1899 году. Являлась холдинговой компанией нескольких горнодобывающих компаний.

## История компании
- 1899 год — год основания компании.
- 1901 год — 1 апреля акции компании были включены в базу расчёта индекса Dow Jones.
- 1915 год:
  - 29 июля акции компании были исключены из базы расчёта индекса Dow Jones.
  - Компания Anaconda Copper Mining взяла под свой контроль все операции Amalgamated Copper.
- 1971 год — после того как большое месторождение Чукикам в Чили было конфисковано чилийским правительством и Anaconda потеряла две трети собственного производства меди, её приобрело подразделение Atlantic Richfield Co. (Arco).
- 1973 год — Arco разделила Anaconda на два подразделения и в течение следующего десятилетия распродала по частям.

Единственный оставшийся кусок Anaconda — Arco Aluminum Co. в Логане, Кентукки.
Широко известна фраза президента компании К. Джея Паркинсона «Наша компания будет процветать и через сто, и через пятьсот лет!» за три года до банкротства.